# Simon Laks
Simon (Szymon) Laks (1er novembre 1901, Varsovie - 11 décembre 1983, Paris) est un compositeur et violoniste polonais naturalisé français. Pendant la Seconde Guerre mondiale, Il devient chef d'orchestre des prisonniers du camp d'Auschwitz après sa déportation en juillet 1942.

## Biographie
Simon Laks est né à Varsovie le 1er novembre 1901. Il est alors sujet de l'empire russe. Il étudie les mathématiques à Wilno (Vilnius) et à Varsovie. En 1921, il entre au Conservatoire de Varsovie, la capitale de la Pologne nouvellement indépendante. Et devient citoyen polonais. En 1924, la Philharmonie de Varsovie joue pour la première fois une de ses œuvres en public. Il s'agit d'un poème symphonique, Farys, aujourd'hui perdu. Il quitte la Pologne pour Vienne en 1926. Pour vivre, il accompagne au piano les films muets.
Il rejoint ensuite Paris où il continue ses études musicales jusqu'en 1929 au Conservatoire national. Il parle à ce moment-là le polonais, le russe, le français, l’allemand et l’anglais. Il devient l’un des premiers membres de l’Association des jeunes musiciens polonais à Paris fondée à la fin de 1926, dont il s'occupe activement. Plusieurs œuvres de Laks sont inscrites au programme des concerts parisiens : son Quintette pour instruments à vent (perdu), son Deuxième Quatuor à cordes (perdu) et sa Sonate pour violoncelle et piano. À Paris, Simon Laks se lie avec Tadeusz Makowski. Dans les années 1930, il entame une collaboration artistique fructueuse avec la cantatrice Tola Korian. Il écrit pour elle  des chants sur des textes polonais et français, dont beaucoup sont écrits par la chanteuse elle-même.  Simon Laks compose une musique néo-classique.
En 1941, Simon Laks, qui est juif, est arrêté par les autorités allemandes et interné dans le camp de Pithiviers, près d’Orléans. Il est déporté à Auschwitz en juillet 1942. En tant que musicien, il est mieux traité que la plupart des déportés et survit plus de deux ans pendant lesquels il est le chef d'orchestre du camp de concentration. Il raconte après la guerre son expérience dans un livre Mélodies d'Auschwitz. Il entend aussi méditer sur le rôle qu’avait joué la musique dans l’extermination. Quand il arrive dans le camp, il aperçoit « …des pupitres, des pupitres à musique ! […] Qui dit pupitres, dit musiciens. Les uns sans les autres n’ont pas leur raison d’être. Qui joue donc de la musique ici ? Les bourreaux ou les victimes ? Quelle est donc la musique qui résonne en ce maudit lieu ? Des danses macabres ? Des chants funèbres ? Des chants hitlériens ? »

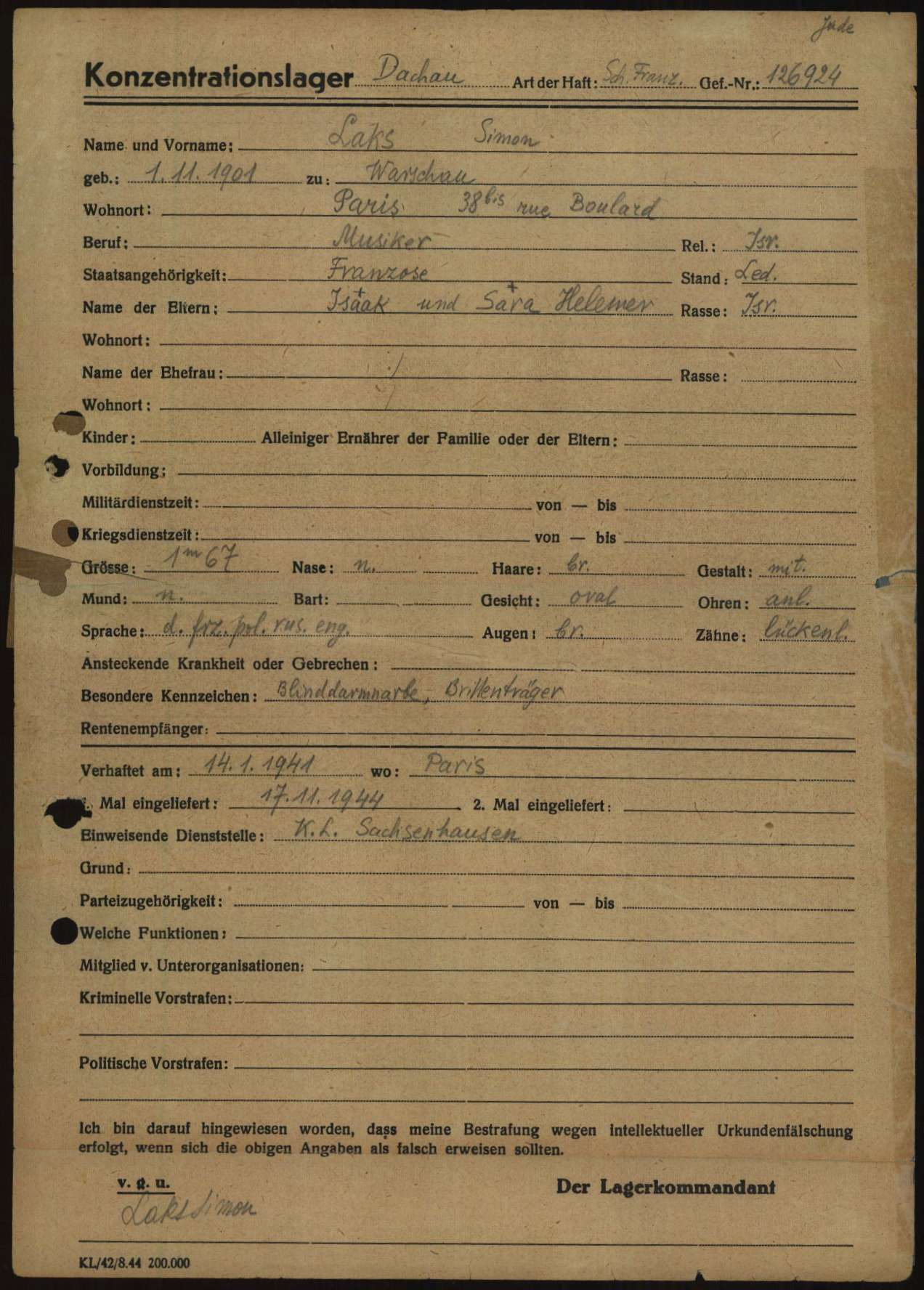
Formulaire d'enregistrement de Simon Laks en tant que prisonnier dans le camp de concentration nazi de Dachau

Il raconte qu'à Auschwitz, l'orchestre jouait deux fois par jour, au début et à la fin de la journée. Il accompagne les Kommandos qui passent puis repassent sous la grille du camp. Il explique que loin d'être un moyen de résistance, la musique était un moyen de torture supplémentaire, un moyen de domination totale.  La musique aggrave, chez les détenus, la prostration physique et morale. Elle incite les détenus à la tâche, sans réflexion. Le 28 octobre 1944, il est transféré à Dachau. Le 29 avril 1945, le camp est libéré par l’armée américaine. Le 18 mai, il est de retour à Paris.
Simon Laks adopte, dans les genres baroque et classique, les principes traditionnels de la construction formelle et de la facture instrumentale qu'il combine avec les moyens de l’harmonie tonale. Il possède le sens des proportions, une technique polyphonique maîtrisée, une pureté rythmique et une facture simple et d’une très grande pureté. Les nombreuses chants de Simon Laks parviennent à fondre plusieurs sphères d’influence : la tradition de la lyrique vocale romantique et du lied polonais, le style français de l’entre-deux guerres.
À partir de 1972, Simon Laks se consacre à l’écriture et à la traduction. Il se passionne pour les problèmes linguistiques, mais aussi les problèmes sociaux et politiques. Il est l'auteur de nombreux livres.

## Œuvres

### Œuvres littéraires
- 1948: Musiques d’un autre monde, avec la collaboration de René Coudy. Mercure de France, 1948 ; réédité  sous le nom de Mélodies d'Auschwitz, textes polonais traduits en français par Laurence Dyèvre, Le Cerf, 1991. Pierre Vidal-Naquet, l'auteur de la préface précise que « par rapport au texte de 1948, celui de Mélodies d’Auschwitz, rédigé en 1978, est comme décanté, purifié ».
- 1976: Épisodes, épigrammes, épîtres
- 1977: Polonismes, polémiques, politiques
- 1978: Mot et contre-mot
- 1979: Jeux Auschwitziens
- 1980: Souillure de sainteté
- 1981: Journal des journées blanches
- 1982: Le tarif réduit coûte plus cher
- 1983: Ma guerre pour la paix
- 1984: La culture avec guillemets et sans

### Œuvres musicales
- 1946-1950: Prélude, blues et polka pour piano
- 1947: Huit chants populaires juifs
- 1949: Ballade pour piano
- 1954: Poème pour violon et orchestre
- 1961: Elégie pour les villages juifs
- 1962: Quatuor à cordes n°IV
- 1963: 
  - Quatuor à cordes n°V 
  - Concerto da Camera pour piano et 9 instruments à vent
- 1964: Symphonie pour cordes
- 1965: 
  - Concertino pour trio d'anches
  - L'Hirondelle inattendue[4] opéra féerique en un acte sur un livret de Henri Lemarchand, crée le 26 décembre 1975 à Varsovie, il sera produit en décembre 2015 par l'opéra de Montpellier
- 1966: Divertimento pour flûte, violon, violoncelle et piano

### Essai sur lesous-titrage
- 1957 : Le Sous-titrage de films

Réédité en 2013 en hors-série de la revue en ligne L’Écran traduit, publiée par l'Association des traducteurs/adaptateurs de l'audiovisuel (ATAA).